# Okroug urbain de Bolchoï Kamen
L'okroug urbain de Bolchoï Kamen (en russe : Городской округ город Большой Камень, Gorodskoï okroug gorod Bolchoï Kamen) est une subdivision administrative (ville d'importance régionale) et une municipalité (okroug urbain) du kraï du Primorié en Russie. Situé en Extrême-Orient russe, il se situe dans le sud du Primorié, et il baigné par la mer du Japon. Son centre administratif est la ville de Bolchoï Kamen, et il compte en tout 3 localités. Sa population s'élevait à 42 271 habitants en 2023.

## Démographie
Recensements (*) ou estimations de la population,:
| 2002*  | 2010*  | 2012   | 2013   | 2014   | 2015   |
| ------ | ------ | ------ | ------ | ------ | ------ |
| 39 356 | 40 535 | 40 762 | 40 694 | 40 393 | 39 879 |

| 2016   | 2017   | 2018   | 2019   | 2020   | 2021*  |
| ------ | ------ | ------ | ------ | ------ | ------ |
| 39 978 | 39 739 | 39 300 | 39 161 | 40 301 | 43 663 |

| 2022   | 2023   | - | - | - | - |
| ------ | ------ | - | - | - | - |
| 43 601 | 42 271 | - | - | - | - |

## Localités
L'okroug urbain de Bolchoï Kamen comptait au 29 juin 2023 3 localités, dont une ville.
| Liste des localités | Liste des localités | Liste des localités | Liste des localités         | Liste des localités         |
| N°                  | Localité            | Statut              | Population Recensement 2010 | Population Recensement 2021 |
| ------------------- | ------------------- | ------------------- | --------------------------- | --------------------------- |
| 1                   | Bolchoï Kamen       | ville               | 39 257                      | 41 825                      |
| 2                   | Petrovka            | village             | 977                         | 1 329                       |
| 3                   | Soukhodol           | village             | 301                         | 509                         |